# Dorfkirche Langenau

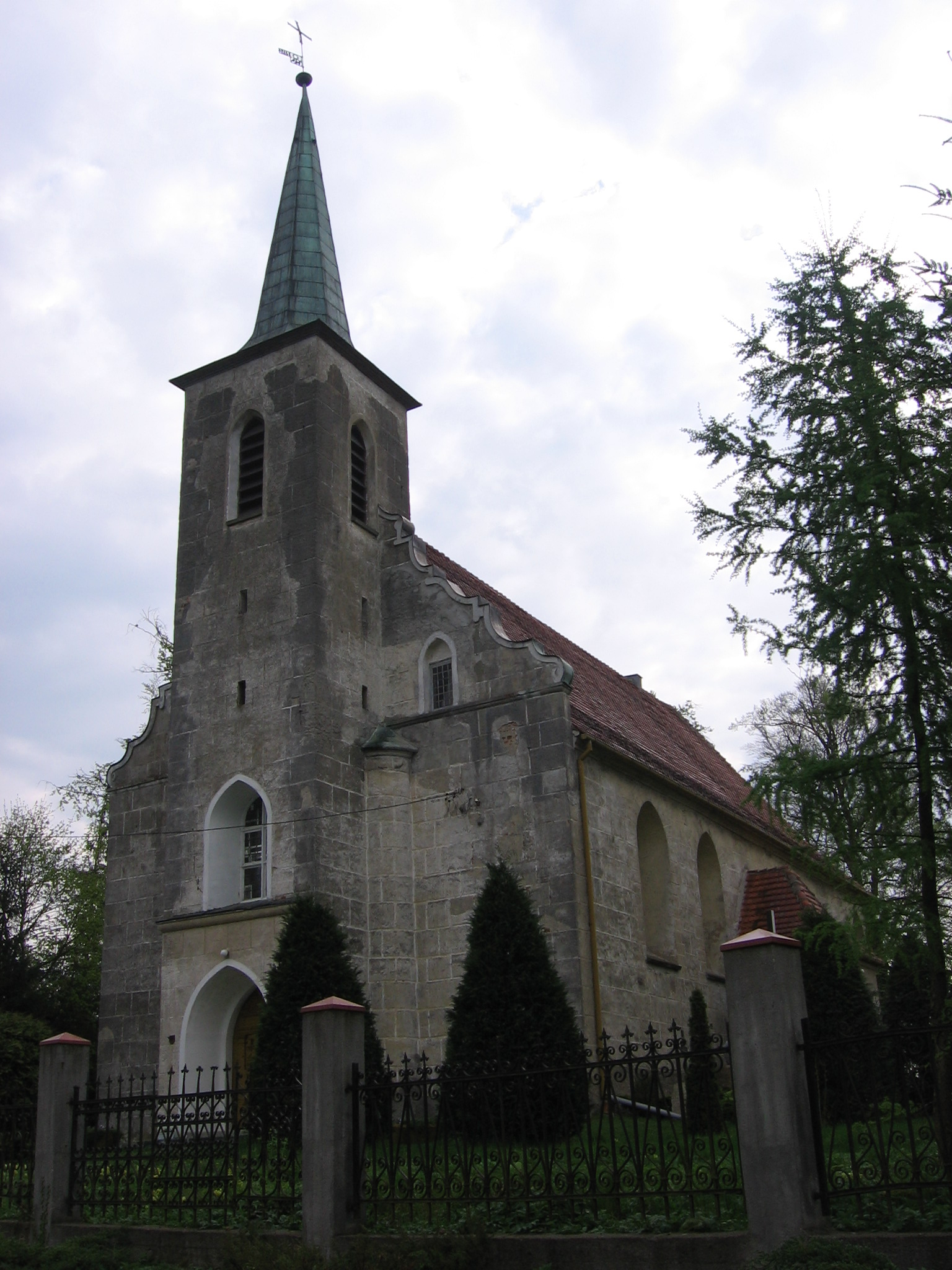
Kirche Langenau

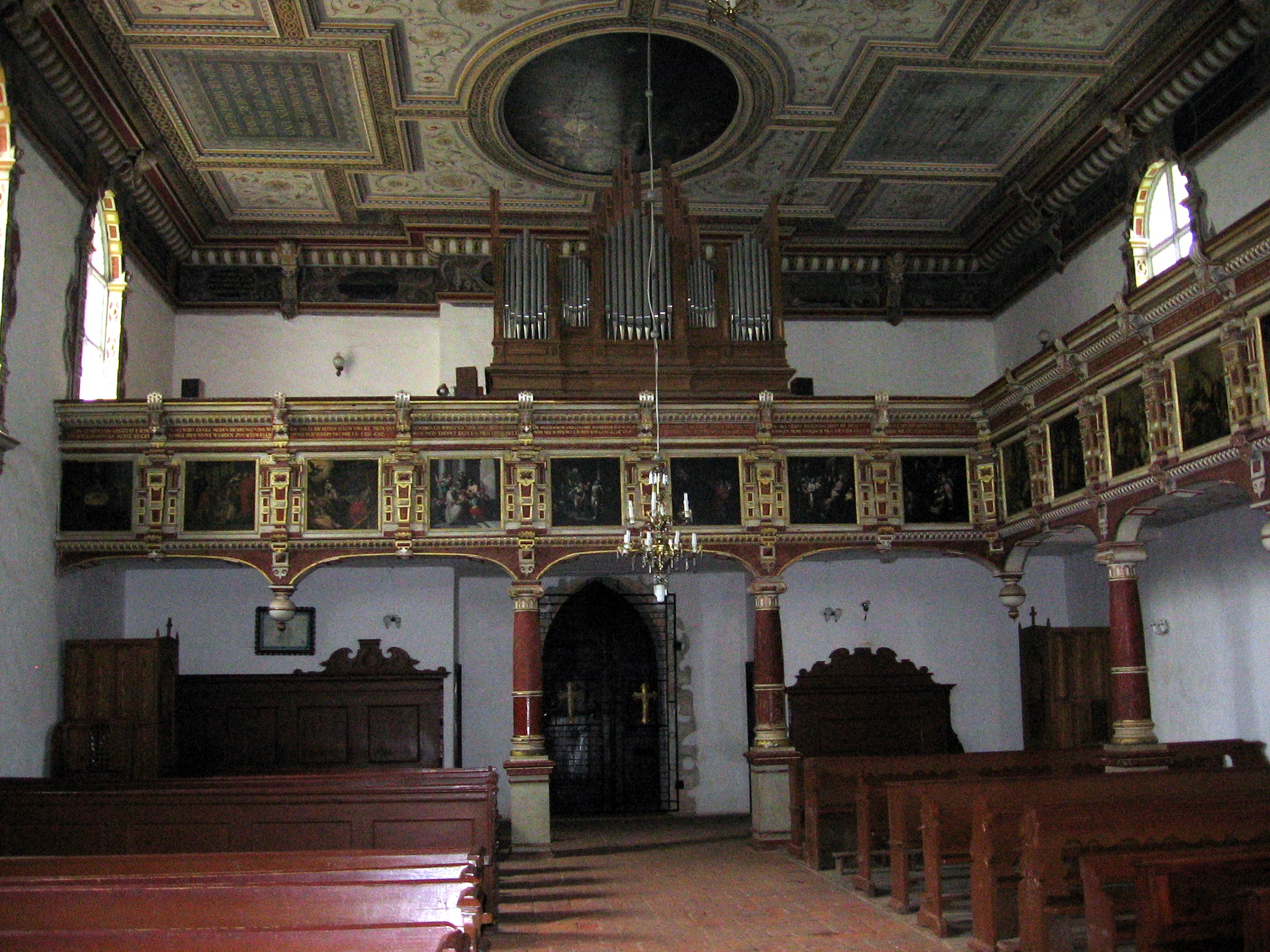
Innenansicht

Die römisch-katholische Dorfkirche Langenau in Łegowo (Langenau) in der Gmina Kisielice im Powiat Iławski (Kreis Deutsch Eylau) in der polnischen Woiwodschaft Ermland-Masuren stammt aus dem 17. Jahrhundert.

## Geschichte
Der heute bestehenden Bau wurde vermutlich um 1600–1603 auf Initiative der protestantischen Gutsherren von Polentz errichtet. Eine Inschrift auf dem Hauptaltar trägt die Jahreszahl 1601. Vor 1679 brannte die Kirche erstmals. Christoph Hartknoch, der eine ausführliche Darstellung der Kirche anfertigte, bezeichnete die Kirche als Perle Preußens. Im 18. Jahrhundert wurde die Kirche mit einem Außenputz als Quaderrustika ausgestattet. Im Jahr 1704 wurden die Kirchengemälde von den Brüdern Gabriel und Joachim Schwarten aus Hamburg restauriert.
Im Jahr 1736 brannte der Chor nieder. In der Gruft wurde Georg Reinhold von Thadden beigesetzt, der Generalleutnant und Kommandeur der Festung Glogau unter Friedrich dem Großen war. Ein weiteres Feuer brach am 24. Juli 1861 aus und verursachte schwere Schäden, die 1862 beseitigt werden konnten. Der Kirchturm wurde im neugotischen Stil umgebaut, wobei dem Haupthelm vier Ecktürme hinzugefügt wurden. 1902 wurde eine Restaurierung des Hauptaltars durchgeführt. Als Ehrengabe der Provinz Ostpreußen wurde Gut Langenau 1933 dem Reichspräsidenten Paul von Hindenburg übereignet. Die letzte größere Restaurierung der Kirche fand zwischen 1934 und 1936 statt.
Die Kirche in Langenau spielte während Hindenburgs Präsidentschaft die Rolle einer Kirche für alle, die den Reichspräsidenten besuchten. In der Chronik der Schule in Langenau wird über Besuche von Adolf Hitler in Langenau und über seine Teilnahme an den Gedenkfeiern für Hindenburg berichtet.
1945 ging die im Zweiten Weltkrieg unversehrte Kirche in die Hände der polnischen Katholiken über und erhielt den Namen „Unbefleckte Empfängnis der Allerheiligsten Jungfrau Maria“.

## Bauwerk
Der Bau ist äußerlich schlicht gestaltet. Das Schiff trägt ein Satteldach und mit spitzbogigen Fensterlaibungen ausgestattet. Der geostete Chor steht auf polygonalem Grundriss. Die Außenwände der Kirche sind aus Ziegeln und Feldsteinen errichtet. Die Westfassade wird durch den Turm mit Spitzhelm und zwei flankierenden viertelkreisförmig heraustretenden Treppentürmen betont. Die Fassaden trugen eine Putzquaderung, die nach 1945 aber nicht mehr instand gesetzt worden war.
Die Fenster weisen polychromierte Rahmungen aus der Spätrenaissance auf. Auch die hölzernen Außen- und Innentüren sind mit aufwendigem Dekor aus der Spätrenaissance versehen. Eine getäfelte Felderdecke mit heraldischem Fries schmückt den Innenraum der Kirche. Ein Deckenfeld dicht an der Empore beinhaltet Inschriften zum Gedächtnis an den Kirchenpatron Alexander von Polentz und den Reichspräsidenten von Hindenburg mit folgendem Text: „Erbaut 1600 – 1604/ Als Stiftung des Kirchenpatrons Alexander von Polentz/ Wiederhergestellt 1934 – 1936 v. d. Preuss. Staatsbauverwalt./ Dem ruhmreichen Generalfeldmarschall und Reichspräsidenten von Hindenburg zum Gedächtnis“.
Nach kunstgeschichtlichen Untersuchungen stammen Altar- und Kanzelmalereien aus der Werkstatt von Antonius Möller in Danzig. Der Hochaltar trägt noch die deutsche Inschrift „Lobe den Herrn“.